# L'Imam Ali dans ses trois épreuves
 (avril 2018).
- Si vous ne connaissez pas le sujet, laissez ce bandeau (vous pouvez alors contacter les auteurs).
- Si vous supprimez le contenu mis en cause (vous pouvez préalablement contacter les auteurs),

argumentez précisément cette suppression dans la page de discussion
(un manque de référence n'est pas un argument ; une recherche réelle de référence doit avoir été effectuée, être formellement documentée).

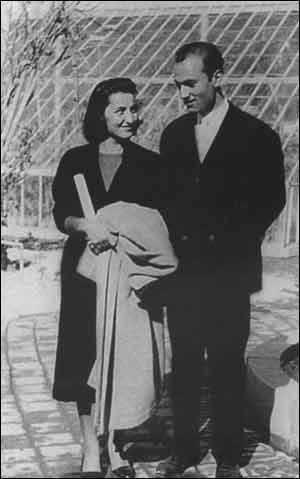
Ali Shariati et son épouse.

L'Imam Ali dans ses trois épreuves (الإمام علي في محنه الثلاث) est le titre de l'œuvre du sociologue, philosophe et militant politique iranien 'Alî Sharî'atî. 
Doté d'une « sensibilité et passion spirituelle » selon Jacques Berque, Sharî'atî étudie, dans cet ouvrage, trois aspects de la personne de l'Imam Ali pour témoigner de ce qui fait de lui une figure éternellement marquante de l'histoire du monde généralement, et la doctrine musulmane chiite particulièrement. 
La présence d'Ali Ibn Abi Taleb dans les propos de Sharî'atî n'est pas sans soubassement. En effet, ce dernier a grandi dans une famille chiite conservatrice pour laquelle, comme toute autre, la célébration des Ahl al-bayt (littéralement les « gens de la maison ») n'était pas absente. Toutefois, en dépit de cette présence cultuelle et culturelle, Sharî'atî a su se détacher de la dimension religieuse et divine, pour éterniser Ali comme exemple-type et modèle à suivre pour l'humanité entière : la spécificité de ses positions et leur légitimité réside dans la capacité de Sharî'atî à être objectif dans le traitement des questions relatives à sa foi et aux doctrines auxquelles il adhère. Ainsi, il  qualifiera l'Imam Ali dans son bouquin de « miracle ayant émergé dans l'histoire sous la forme humaine », en tenant à démontrer que l'Imam était l'incarnation vivante de « tout l'idéal de l'être humain ».   
Cette œuvre concilie les constantes de l'Islam chiite avec l'Homme, ce qui la rend grandement philosophique, sachant notamment que l'Imam Ali y est largement présent dans son esprit et sa spiritualité, et moins dans sa présence nominale. Il abordera l'Imam Ali dans l'aspect du mythe qu'il incarne et sous différentes approches philosophiques. À ce titre, il convient de préciser qu'ayant effectué une partie de ses études en France, Sharî'atî fera la connaissance de Jean-Paul Sartre, d'où les nombreuses références à l'existentialisme dans toutes ses œuvres et conférences. 

## Les trois épreuves

### La première épreuve: Ali le mythe, Ali à l'épreuve de l'histoire
Shariati commence ses propos par expliquer que l'être humain a toujours eu besoin d'une histoire qu'il qualifie d'ambitieuse. Or, cette histoire ambitieuse n'existe pas, ce qui aurait justifié la création du mythe, récit fabuleux, par l'Homme : selon Sharî'atî, le mythe est l'histoire que l'être humain souhaite avoir, mais dont il sait que c'est un mensonge. Il explique ceci par l'aliénation de l'homme dans ce monde. L'aliénation, du latin : alienus, qui signifie « autre », « étranger », désigne toute forme d'asservissement de l'Homme du fait de contraintes extérieures, que celles-ci soient politiques, culturelles, sociales ou économiques, qui le conduisent à perdre ses facultés et sa liberté[réf. nécessaire]. Selon lui, l'Homme n'a pas été créé pour ce monde, mais pour un autre, même s'il ne le connaît pas et ne sait pas en quoi consiste-t-il. Les nombreux mouvements de pensée et mouvements littéraires qui ont marqué l'histoire, ainsi que la présence du mal dans l'héritage humain des légendes, mythes et contes, démontrent à l'évidence pour Sharî'atî que la fiction est la preuve de la compréhension de l'Homme de sa condition, d'où la conviction de celui-ci, au travers des siècles, qu'il doit y avoir un autre monde, et que cet autre monde doit être meilleur.   

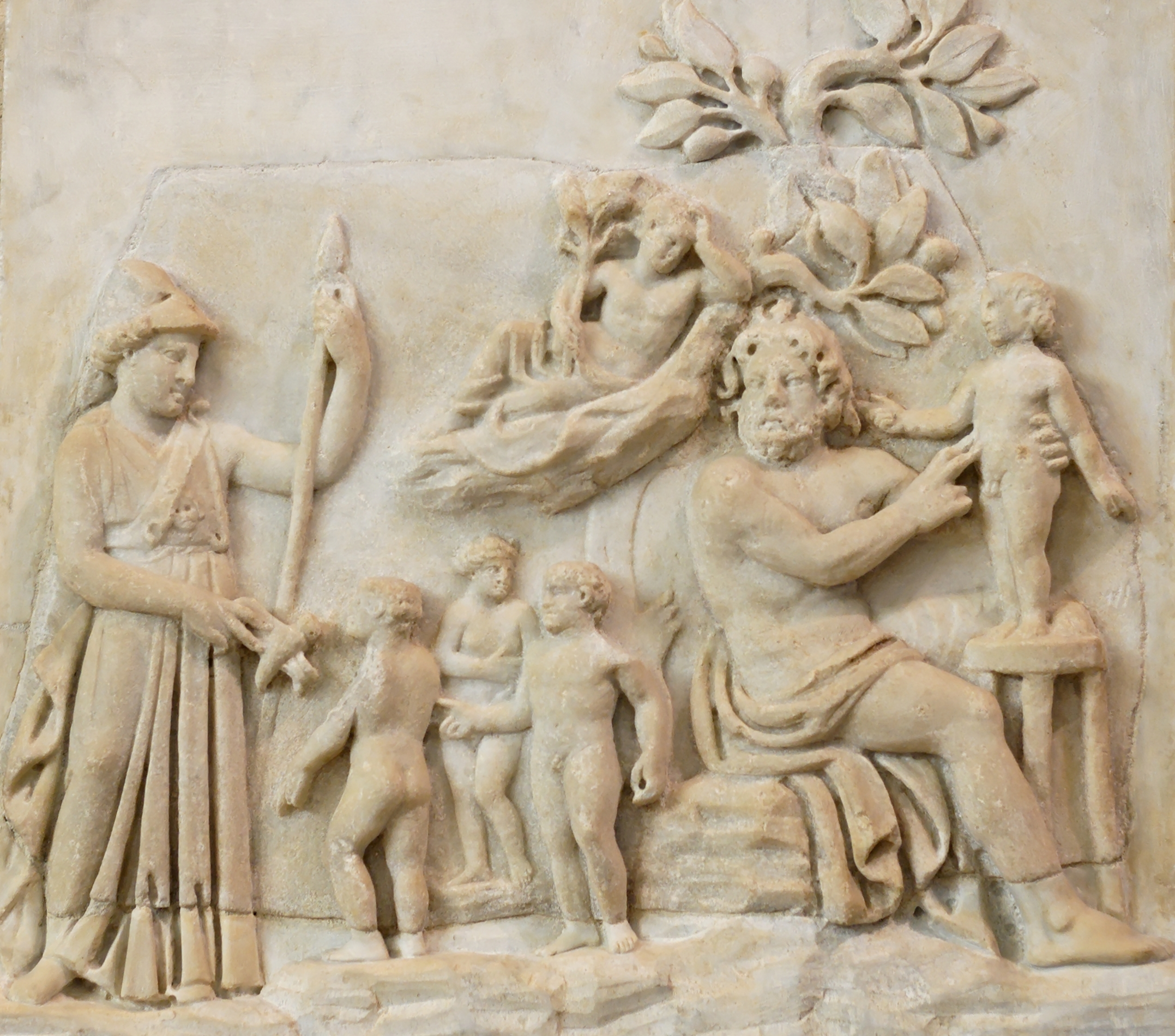
La Création de l'Homme par Prométhée, Musée du Louvre. La légende raconte que les dieux auraient demandé Qui va créer l'Homme ?. Zeus aurait répondu Prométhée est très intelligent et créatif, avant de lui commander de créer l'Homme.

À ce titre, Sharî'atî citera le mythe grec du dieu Prométhée, « bienfaiteur de la race humaine », « le plus avisé de toute sa race ». Ce dieu réservait une bienveillance aux hommes. Menant une vie tranquille, il se soulèvera contre les dieux dans le but de servir l'Homme intellectuellement. 
Prométhée fait en sorte que l'Homme puisse tenir debout sur ses deux jambes et lui donne un corps proche de celui des dieux. Toutefois, l'homme était encore trop faible pour se défendre correctement face aux autres créatures terrestres, d'où la décision de Prométhée de voler le « feu divin » afin de l'offrir à l'Homme qui vit dans le froid et l'obscurité. Ce mythe incarne le sacrifice et la rédemption : Prométhée descends sur terre et offre le feu à l'humanité afin d'éclairer son chemin. Tout cela, Prométhée le fait en pleine conscience que les dieux se relèveront contre son geste impardonnable qu'est le vol, sachant particulièrement que c'est ce qui irritera Zeus, le roi des dieux.   
La problématique qui intrigue Sharî'atî est celle de savoir ce qui aurait conduit à la création de Promtéhée sous cette forme courageuse et prête au sacrifice ? La réponse est évidente : l'Homme, qui aurait « concrètement besoin de réaliser Prométhée ». Autrement dit, l'Homme a besoin de modèles pour assumer l'impuissance qu'il ne peut que ressentir face à sa vie. Il a besoin de se référer à un discours dans lequel il puisera les réponses essentielles qui lui permettront de donner un sens et plus de valeur à sa vie.  

« La démarche initiale — et essentielle — de toute pensée n’est pas intellectuelle mais existentielle, c’est-à-dire qu’elle ne vise pas à édifier des constructions spéculatives abstraites, mais à fonder la possibilité de vivre, de vivre d’une façon humaine, en assumant l’échec, la souffrance, la vieillesse, la mort et, d’une façon générale, toutes les contradictions qui déchirent notre existence. Il ne s’agit donc pas d’expliquer le monde et la vie, mais de les justifier, de leur donner un sens, de les rendre tolérables. C’est ce que réalise le mythe, première forme de l’idéal. »

— Heymann Steinthal
Dès lors, la sympathie et le sacrifice dont Prométhée fait preuve pour les hommes, les remplit d'espoir. En effet, les hommes aspirent à un monde embrassant ces attributs majestueux et grandioses, bref, leur rêve inné d'un idéal humain.
Sharî'atî développera et expliquera dans la première partie de son œuvre  plusieurs mythes.
Par exemple, le mythe de Rostam et Tahmineh, héros mythiques de la Perse antique. Rostam, héros imbattable qui faisait déjà la guerre à trois ans, ne connaît pas la faiblesse. Il tombera toutefois amoureux de Tahmineh et c'est ici, l'ironie du destin. Le héros exemplaire tombe dans l'erreur et l'amour illicite, mais le mythe le purifiera et supprimera cette tache noire de son histoire pour protéger sa grandeur. Ce qu'explique Sharî'atî est que l'Homme crée à travers les mythes les histoires qu'il souhaite et celles qu'il ne souhaite pas, en y insérant les événements et les sentiments qu'il a l'espoir de voir réalisés en dehors des mythes, et qu'il cherche partout lors de son existence. Au même titre, il fera mention de la tragédie de Roméo et Juliette qui ont transcendé les cultures sous d'autres noms. 
L'Homme crée donc des héros invincibles, invaincus dans toutes leurs confrontations, parce qu'il est lui-même, par nature, vaincu. Il crée des héros pour l'amour, l'affection et la tendresse, et c'est ce dogme que nous trouvons dans toutes les croyances : une personnalité débordante d'amour, de bonté, de bénédiction et de sacrifice pour les autres. Pourquoi ? Parce qu'en tant qu'êtres humains, nous aimons cet homme qui s'oublie pour s'éterniser dans la vérité et la cause en lesquelles il croit. Il se sacrifie, brûle ses jours et s'abandonne au sombre avenir, souffre et se voit torturé pour les autres. Nous aimons cet idéal et nous le recherchons dans l'histoire humaine, mais nous ne le trouvons pas, ce qui nous déçoit. Nous le trouvons alors dans le monde des mythes. Sharî'atî explique que ce besoin d'idéaux absolus est vécu par tout homme, quelle que soit l'époque dans laquelle il vit. Il a d'autant plus eu besoin d'unifier ces divinités mythiques pour les rassembler en un seul dieu. Quel est alors le rapport avec l'Imam Ali ? 
Ali est le modèle parfait qui incarne tous les dieux légendaires. Indépendamment des croyances et tendances idéologiques de chacun d'entre nous, nul ne peut nier qu'Ali combine les qualités que toute personne souhaiterait réaliser sur terre. Ali est un modèle dans la guerre où il sacrifiera absolument tout pour l'Homme pour lequel il renoncera à son bonheur, sa paix, sa maison, sa stabilité, son confort et celui de sa famille. Ali se montrera courageux et juste face à l'oppression et l'injustice. L'humanité trouve en Ali la réponse à son aspiration d'idéal sous forme humaine, non plus mythique et imaginaire. Ali rassemble les attributs des dieux en les revêtant sous forme humaine. 
Sharî'atî démontre qu'Ali rassemble de la même façon tout ce qui pourrait paraître contradictoire. Durant la guerre, Ali combat vaillamment et avec courage. Face aux orphelins, il est faible, tremblant et dépeint les émotions les plus propres aux mères : il sera appelé le père des orphelins, et précisera bien à ses disciples de les aimer et de faire preuve de la plus grande gentillesse avec eux. Avec sa famille, on  ne trouvera pas de plus doux, gentil, aimable, patient et tolérant. Dans la société, il incarnera sacrifice et altruisme.

### La deuxième épreuve: Ali à l'épreuve du chiisme
Ali Ibn Abi Taleb est le premier des douze Imams chiites. Il est le cousin, gendre et compagnon du prophète Mahomet. Chez les chiites, l'Imam est le guide spirituel et temporel de la communauté islamique. Dans le courant idéologique sunnite, il est considéré comme le quatrième calife.  D’après les historiens chiites et de nombreux historiens sunnites, il est né à l’intérieur de la Kaaba, l'ultime lieu saint des musulmans. Il sera le premier  à avoir cru en la Révélation du Mahomet et à avoir embrassé l'Islam.
L'épreuve du chiisme constitue la période durant laquelle se construira autour d'Ali une communauté embrassant ses principes et valeurs. Preuve encore de sa patience, pendant  vingt-cinq ans, Ali se verra privé de son droit d'être calife. C'est lors de l'événement de Ghadir, l'un des plus importants de l'histoire de l'Islam, que le Prophète, rentrant du Pèlerinage de l’Adieu, présentera Ali à la foule des croyants comme Imam, guide et successeur. Les présents, y compris les grands compagnons du Prophète, lui prêteront alors serment d’allégeance. À cette occasion, le verset 67 de la sourate al-Mâ’ida, appelé « verset du Tabligh » sera révélé. 

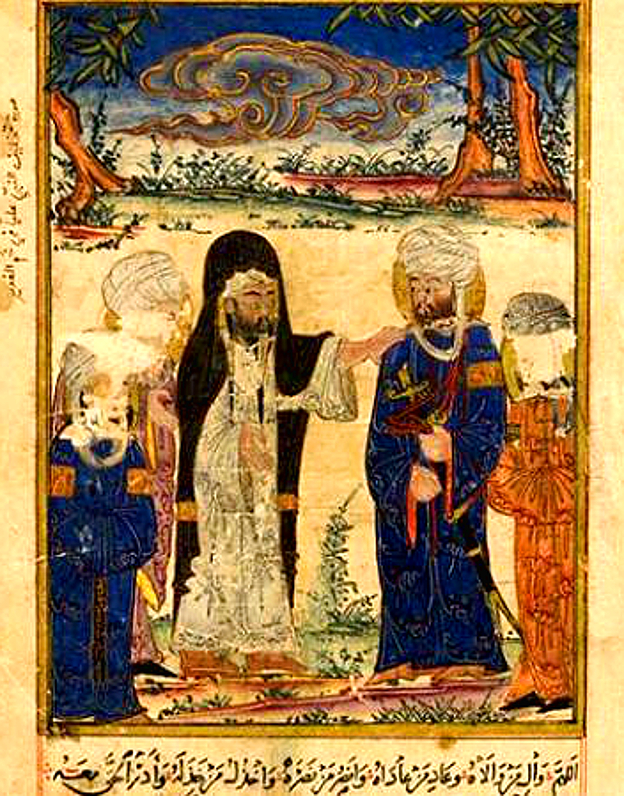
L'investiture d'Ali par le Prophète, par Ibn al-Kutbi (Edinburgh).

Le Prophète prendra alors la parole pour énoncer des propos qui raisonnent encore aujourd'hui pour les fervents chiites durant plusieurs occasions religieuses : « Ne suis-je pas plus proche des croyants que leurs propres âmes ? Les croyant dirent : Oui. Il dit ensuite : Celui pour qui je suis Imam-Maître initiateur (Wilâyat), désormais Ali lui sera Imam-Maître initiateur (Mawlâ). Ô Dieu ! Allie à Toi celui qui s'allie à lui, et considère comme ennemi celui que Ali considère comme son ennemi. Aime celui qui aime Ali, et méprise celui qui méprise Ali.  Tourne la justice avec lui là où il se tourne. Ô vous ici présents ! Entendez cette parole et transmettez-la à ceux qui sont ici absents. »
Sharî'atî explique que la raison pour laquelle Ali n'usera point de la violence pour devenir calife alors que les compagnons du prophète méconnaissait les instructions du prophète avant sa mort est qu'il est conscient des dangers de la révolution à ce moment, notamment vis-à-vis de l'État.

#### L'unité de l'Islam n'équivaut pas à la renonciation de la vérité
Sharî'atî ne se considère pas comme étant l'un des intellectuels qui défendent le fait de ne pas soulever la question du chiisme et du califat d'Ali aujourd'hui. En effet, certains penseurs et intellectuels considèrent que ce sujet ne devrait pas être débattu, soulevant notamment qu'il diviserait et détruirait l'unité au sein des musulmans. C'est ici l'une des portées politiques de son œuvre, sachant qu'il a défendu cette position dans toutes ses œuvres et à chaque fois qu'il était amené à se prononcer au public. Au contraire, et malgré sa conviction profonde que l'unité islamique doit être protégée coûte que coûte, il invite les intellectuels à enquêter et analyser objectivement, loin du fanatisme, la doctrine chiite. Il défend notamment la différence intellectuelle entre le chiisme et le sunnisme, qui serait un facteur actif selon lui, d'une évolution idéologique au sein des deux doctrines.

### La troisième épreuve: Ali à l'épreuve de l'Humanité, Ali et l'homme

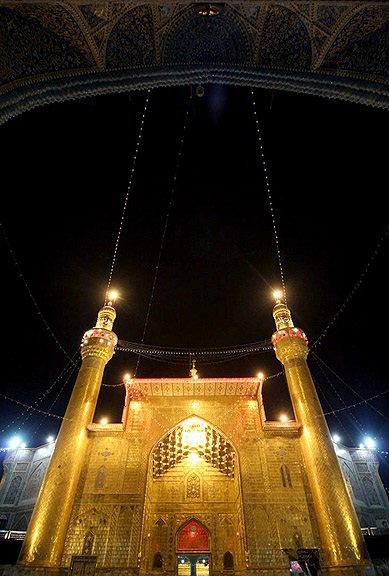
L'autel de l'Imam Ali au Najaf, Irak. C'est l'un des principaux lieux saints de pèlerinage des musulmans chiites.

#### Notre époque est à la recherche de Ali le philosophe et le révolutionnaire
Nahj al-Balagha contient des textes philosophiques que l'on pourrait attribuer aux plus grands penseurs intellectuels. Sharî'atî célèbre cet aspect de la personnalité de l'Imam Ali qui, bien qu'il soit combattant militaire, orateur, prédicateur social et agriculteur, est l'auteur d'une telle œuvre.
L'ascétisme révolutionnaire est incarné par l'Imam Ali qui combat  la pauvreté et la faim par sa faim et sa pauvreté, qui abandonne son pain pour donner le pain, qui abandonne sa vie personnelle au profit de la société. Ali comble la faim de sa famille par le pain et le sel pour satisfaire la faim des affamés. Sharî'atî applaudit cette ascèse et cette conviction qu'il qualifie comme étant les piliers de révolutionnarisme, qui font d'Ali un véritable révolutionnaire et justicier. 
Ali a tenu à soigneusement protéger les droits des musulmans, que ceux-ci soient financier s ou sociaux. Il déclarait ainsi : « Ô gens ! J'ai les mêmes droits et obligations que le reste d'entre vous ! ». Il tenait donc à empêcher toute personne d'exploiter sa réputation religieuse.  
Sharî'atî ne fut pas le seul à défendre l'idée selon laquelle l'Imam Ali était la voix de la justice dans les temps d'oppression et d'injustice. 
Georges Jordac, auteur Libanais, a rédigé une encyclopédie titrée Ali est la voix de la justice humaine à travers laquelle il aborde les principales positions et événements de la vie d'Ali bin Abi Talib et explique comment celles-ci se rapportent aux valeurs humaines telles que la justice, la sagesse, l'équité, le courage, le leadership et la science. 
L'UNESCO, à l'occasion de la Journée mondiale de la philosophie en 2014, saluait la contribution de la pensée d'Ali bin Abi Talib à une culture de la paix et au dialogue inter-culturel. 
Kofi Annan précisait dans la même lignée que le calife Ali ibn Abi Talib était le gouverneur le plus équitable apparu dans l'histoire humaine

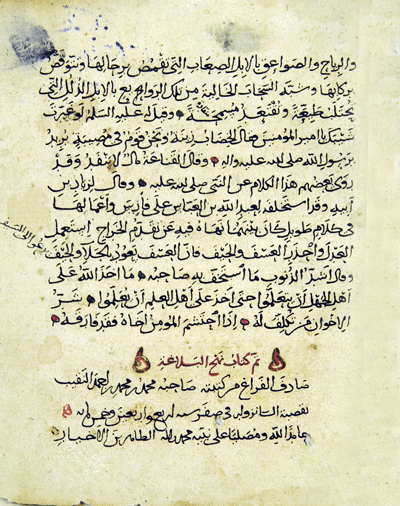
Extrait de Nahj al-Balagha.

## La doctrine philosophique d'Ali Sharî'atî

### Ali Sharî'atî et les grands mouvements de pensée philosophiques et économiques
Les propos de Shariati montrent à l'évidence qu'il aurait transcendé les principaux grands courants philosophiques en associant une partie de chacun à la pensée philosophique islamique.  
Contrairement à l'existentialisme de Sartre qui abandonne la vérité métaphysique, l'existentialisme de Sharî'atî repose principalement sur la vérité religieuse, bien qu'il la motive par des motifs très similaires à Sartre. Le discours de Shariati est imprégné par une approche politisée du Irfan, bien qu'il ait adopté une approche renouvelée de celui-ci à la suite de sa connaissance de Louis Massignon.
Il procède aussi à une série de substitutions théoriques et politiques. Un activiste marxiste en Iran des années 1970 est susceptible de voir une sorte de camouflage islamique du vocabulaire marxiste : « intellectuel engagé », « conduire le peuple » (dénomination du prolétariat absent), « société idéale de umma » (équivalent du socialisme).
En adoptant un dévouement et une conviction extraordinaires, Sharî'atî réussit à reconstruire la discorde dominante, mais conservatrice, du chiisme en une force idéologique populaire moderne marquée par une combinaison novatrice de zèle révolutionnaire moderne et un sens radicalement réformé de la vie musulmane : c'est l'Islam révolutionnaire propre à Sharî'atî. 
Shariati soutient l'idée selon laquelle les pays du tiers monde comme l'Iran auraient besoin de deux révolutions interconnectées et simultanées : une révolution nationale qui mettrait fin à toutes les formes de domination impériale et revitaliserait la culture du pays, son patrimoine et l'identité nationale ; et une révolution sociale qui mettrait fin à toutes les formes d'exploitation, éradiquerait la pauvreté et le capitalisme, moderniserait l'économie et, surtout, établirait une société juste, dynamique et sans classes. 
La tâche de mener à bien ces deux révolutions serait entre les mains de l'intelligentsia — le Rushanfekran. C'est le Rushanfekran, les intellectuels, qui peut éveiller la conscience publique en soulignant ces contradictions et tirer des leçons des expériences de l'Europe et d'autres parties du tiers monde. 
La thèse soutenue par Shariati suit l'idée selon laquelle l'intelligentsia iranienne aurait eu la chance en ce qu'elle vit dans une société dont la culture religieuse chiite est compatible avec les objectifs de la double révolution. Il conçoit en effet le chiisme comme une idéologie révolutionnaire imprégnant toutes les sphères de la vie, même politique, et inspirant les croyants à lutter contre toutes les formes d'exploitation, d'injustice sociale et d'oppression. Son intention était d'établir une religion monothéiste, ainsi qu'un Nezam Tawhid, une société unitaire, qui seraient liés par la vertu publique et la lutte commune pour la justice, l'égalité, la fraternité humaine et la propriété publique des moyens de production, encore dans le désir ardent de créer une société sans classes.
Les héritiers légitimes du Prophète, dont l'Imam Hussein et les autres Imams chiites, avaient élevé la bannière de la révolte parce que leurs dirigeants, les « califes corrompus » et les « élites de la Cour », avaient trahi les objectifs de la umma et du Nezam Tawhid. Pour Shari'ati, la passion du mois de Muharram décrit la noblesse de Hussein à Karbala et contenait un message puissant et clair : tous les chiites, indépendamment de leurs temps et lieux, avaient le devoir sacré de s'opposer, résister et se rebeller contre les maux contemporains. Parmi les maux énumérés par Sharî'atî  de l'Iran contemporain, il cite : l'impérialisme mondial, l'impérialisme culturel, le racisme, l'exploitation de classe, l'oppression de classe, l'inégalité de classe et le Gharbzadegi (l'intoxication par l'Occident).  

### Ali Sharî'atî et le féminisme
Le modèle que Sharî'atî recommandait aux femmes était Fatima, fille du Prophète et épouse de l'Imam Ali, qu'il évoque à plusieurs reprises dans son ouvrage. Toutefois, la Fatima de Sharî'atî est tout à fait différente de la docile femme conservatrice rédigée dans les textes historiques et jurisprudentiels que l'on peut trouver : elle était avant tout une femme indépendante de son père et de son mari.  

« Parler de la personnalité de Fatima est une chose difficile. Fatima était « la femme » telle que l’Islam voulait qu’elle fût. Il en a donc donné une image et c’est le Prophète qui l’a dessinée, qui l’a élevée et lui a appris, sous la pression de la pauvreté, les enseignements les plus profonds de l’humanité. Elle fut donc un exemple de toutes les qualités « féminines ». L’exemple de la fille dans sa relation avec son père, l’exemple de l’épouse dans sa relation avec son mari, l’exemple de la mère dans sa relation avec ses enfants. Elle fut l’incarnation de la femme engagée et responsable face à son époque et à sa société. Elle était elle-même un « Imam », c’est-à-dire un modèle exemplaire pour la femme. Elle était un recours et une preuve pour toutes les femmes qui voulaient décider « d’être elles-mêmes ». »

— Alî Sharî'atî, Fatima est Fatima
La Révolution islamique de 1979 fut la réponse de ceux qui étaient marginalisés par la modernisation despotique des régimes Pahlavi. La révolution fut particulièrement une opportunité pour les femmes religieuses et de classe inférieure de faire leur propre justice, égalité et liberté. Elles auraient  trouvé ces derniers dans la rhétorique de Khomeini. Il est trompeur de prétendre que les femmes et les hommes ayant participé à la Révolution, l'auraient fait uniquement à cause de leur zèle pour l'Islam en tant que tel.
Selon Sharî'atî, Fatima aurait créé, même à sa mort, un événement politique en demandant à être enterrée la nuit. Après sa mort, ses souvenirs, ses actions et ses luttes ont créé un renouveau dans l'histoire islamique. Elle est devenue la manifestation de la recherche de la justice et de la vérité dans tous les soulèvements révolutionnaires du deuxième au huitième siècle en Égypte et en Iran. Elle agit comme un modèle pour les femmes musulmanes, en tant que fille du prophète de Dieu, en tant que mère ayant éduqué une fille comme Zaynab et des fils comme Hassan et Hussein. Aussi, comme une femme grande, exaltée, et exemplaire, comme le compagnon de la solitude et des difficultés d'Ali. Elle était à côté de lui partout, socialement engagée. Elle luttait  contre la tyrannie sur le front extérieur et  contre la déviation, l'usurpation et l'oppression sur le front intérieur. Elle a même utilisé sa mort et ses funérailles comme moyen de maintenir la lutte sur le chemin de la vérité, ce qui est, selon Sharî'atî, ce que c'est d'être une femme musulmane dans l'âge actuel.
Ainsi, la femme d'aujourd'hui doit savoir que Fatima était une femme guerrière pendant son enfance, une femme qui a fait preuve de patience et de tolérance sous les blocus économiques, une femme qui a enduré trois ans d'emprisonnement dans la vallée désolée à La Mecque, une femme qui a coopéré avec et a montré une grande sympathie au Prophète de l'Islam après la mort de sa mère. Elle était la femme qui agissait comme sa mère et qui, par conséquent, eut le droit d'être appelée par le Prophète « La mère de son père ».

## Les œuvres de Sharî'atî et l'Iran moderne
Pendant la Révolution iranienne de 1979, Sharî'atî apparaît incontestablement comme l'écrivain le plus populaire de l'Iran moderne. Ses conférences ont été largement diffusées, et ses œuvres rééditées. Ses slogans étaient souvent vus dans les manifestations de rues, et ses idées ont été discutées par les révolutionnaires. Ses idées seraient même mieux connues que celles de Khomeini. Par conséquent, il peut certainement être caractérisé comme l'idéologue de la Révolution islamique. 
En raison de sa popularité, son nom est devenu un prix important que les groupes politiques rivaux s'attribuent. Les clercs dirigeant le Parti républicain islamique auraient fait son éloge, écrit des sermons sur sa vie, et citent souvent ses travaux concernant les racines et révolutions culturelles chiites, les insuffisances des mouvements communistes et la nécessité de lutter contre l'impérialisme étranger. Sans surprise, ils censurent toutefois ses opinions anti-clercs et nient qu'il aurait bel et bien été influencé par l'Occident.
Parmi ses admirateurs, l'on trouvera certainement ceux qui auraient rejoint les Moudjahidine et ceux qui soutiennent la République islamique. Ce soutien est motivé par plusieurs facteurs importants dont la nécessité de consolider la révolution anti-impérialiste, la peur d'une contre-révolution militaire, l'agression de l'Irak voisin, et la mystique entourant toujours Khomeini qui influence de larges segments de la population. 

Prière funéraire pour Ali Shariati par l'Imam Moussa Sader avec Mostafa Chamran, Sadegh Ghotbzadeh, Ebrahim Yazdi et Mohammad Mehdi Mofatteh.

Par ailleurs, la pensée de Ali Shariati aurait marqué celle de l'Imam Moussa Sader, philosophe et dirigeant religieux chiite libanais, dont le discours a toujours porté sur le dialogue interconfessionnel au service de la paix et de la nation, avant de fonder le mouvement de résistance Amal, toujours présent sur la scène politique libanaise, le 20 janvier 1975 pour assurer la défense du Liban face à l'occupation israélienne. 